# Katrine Engberg

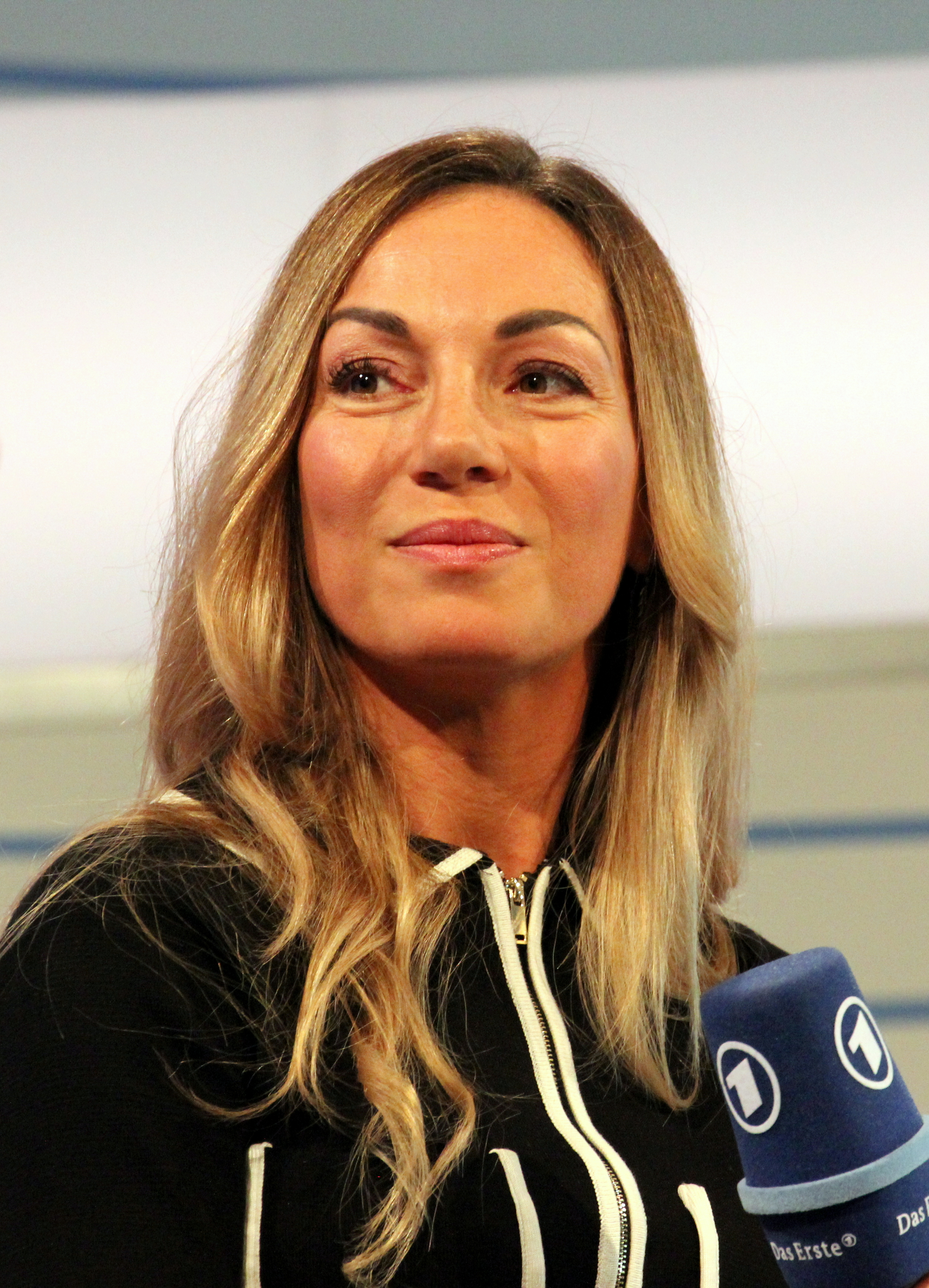
Katrine Engberg auf der Frankfurter Buchmesse (2018)

Katrine Engberg (* 1975) ist eine dänische Autorin, Tänzerin, Choreografin und Regisseurin. Bekanntheit in Deutschland erlangte sie vor allem durch ihre „Kopenhagen-Thriller“, eine Serie von Kriminalromanen um das Ermittler-Duo Jeppe Kørner und Anette Werner.

## Rezeption
Engbergs Kriminalromane wurden überwiegend positiv rezipiert. Die New York Times verglich ihren Schreibstil mit den frühen Werken von Jo Nesbø und attestierte ihr eine „bemerkenswerte erzählerische Begabung“ („considerable narrative gifts“).
Nicht wirklich begeistert zeigte sich Andreas Platthaus in einer Besprechung von Krokodilwächter in der Frankfurter Allgemeinen Zeitung. Er lobte zwar die äußere Aufmachung des Buches, kritisierte den Inhalt aber als „nicht mehr als ein Ermittlerpaar mit den bekannten Marotten und Malaisen vor hübscher Kulisse.“

„Engbergs neuer Roman ist trotz mancher inhaltlichen Schwächen eine durchwegs spannende und lesenswerte Fortsetzung ihrer Krimireihe. Faszinierend daran ist einmal mehr die unheimliche und bedrohlich wirkende Gesamtstimmung, die die dänische Autorin erfolgreich aufbaut und ihr psychologisches Feingefühl für die Zeichnung der handelnden Personen.“

## Werke
"Kopenhagen-Thriller" (Kørner & Werner):
- Krokodilwächter (2018), ISBN 978-3-257-24480-9
- Blutmond (2020), ISBN 978-3-257-24531-8
- Glasflügel (2021), ISBN 978-3-257-24578-3
- Das Nest (2021), ISBN 978-3-257-07173-3
- Wintersonne (2022), ISBN 978-3-257-07204-4

"Liv-Jensen-Reihe":
- Glutspur – Die Wurzeln des Schmerzes (2023), ISBN 978-3-492-06511-5
- Aschezeichen – Die Wunden der Schuld (2024), ISBN 978-3-492-06512-2